# 玉川口駅
玉川口駅（たまがわぐちえき）は、かつて山形県西置賜郡小国町大字小渡にあった、東日本旅客鉄道（JR東日本）米坂線の駅（廃駅）である。

## 歴史
- 1936年（昭和11年）8月31日：鉄道省米坂線小国駅 - 越後金丸駅間延伸時に開設[4][3]。一般駅[1]。
- 1940年（昭和15年）3月5日：米坂線雪崩直撃事故発生、最寄駅であった当駅駅長、雪かき人夫が現地に駆付ける[5]。
- 1972年（昭和47年）10月2日：貨物取扱廃止[1]。
- 1975年（昭和50年）12月1日：荷物扱い廃止[6]、無人駅化[7]。
- 1987年（昭和62年）4月1日：国鉄分割民営化に伴い、JR東日本の駅となる[1]。
- 1995年（平成7年）12月1日：利用者減少のため同線花立駅と共に廃止[1][2]。JR東日本管内の第3セクター転換を除く廃駅は発足以来初であった。廃止前年度の利用者数は1日1人に満たない状況であり[2]、廃止時点で多くの普通列車がこの駅を通過しており、停車列車は僅か2往復のみであった。

## 駅構造
開業当初は列車交換可能であったが、1993年（平成5年）時点で、米沢方から坂町方へ向かって左側の旧下りホームのみを残し、単式ホーム1面1線の棒線駅に縮小されていた。
ホーム上には駅舎が存在した。

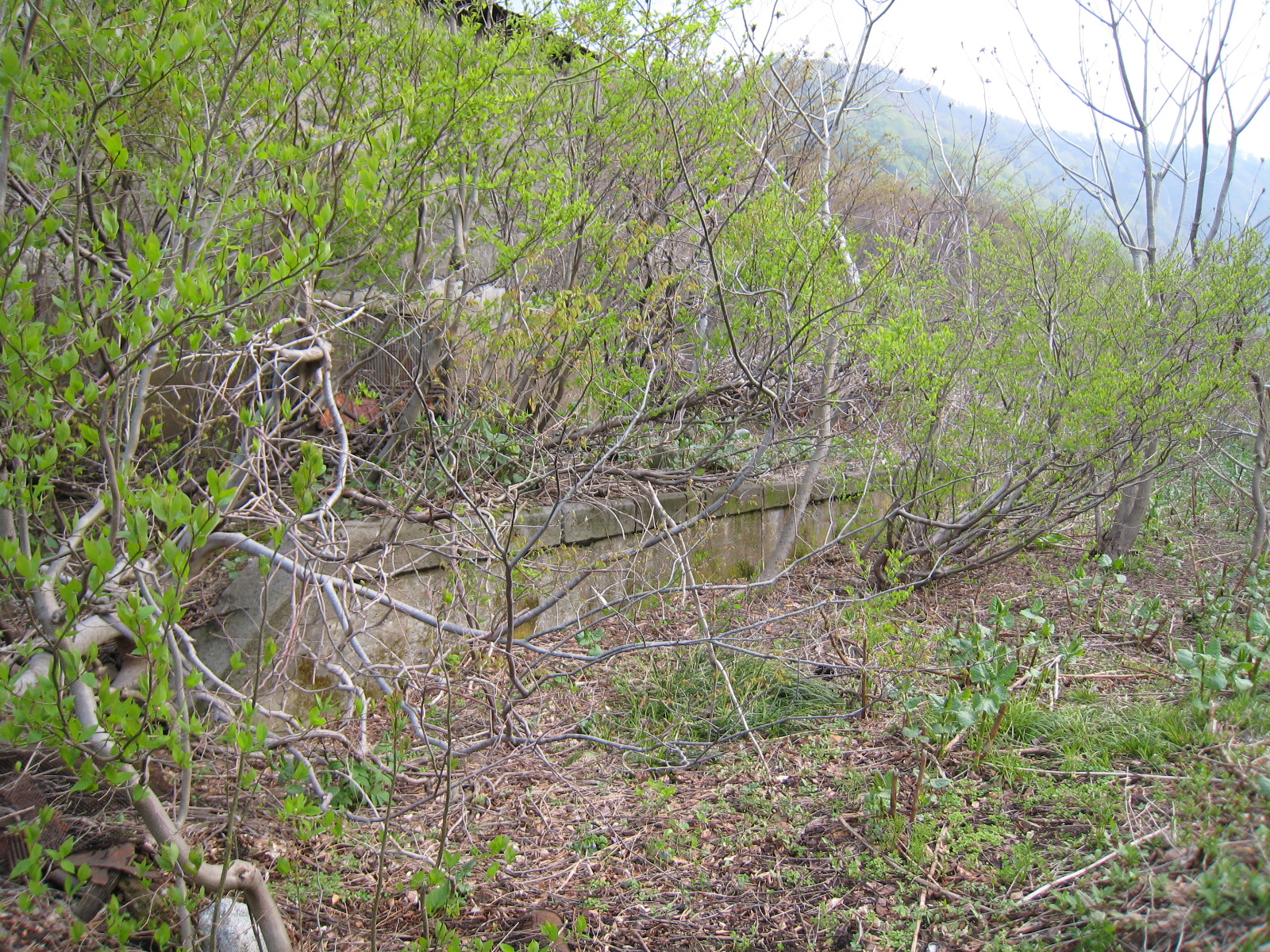
旧上りホーム遺構
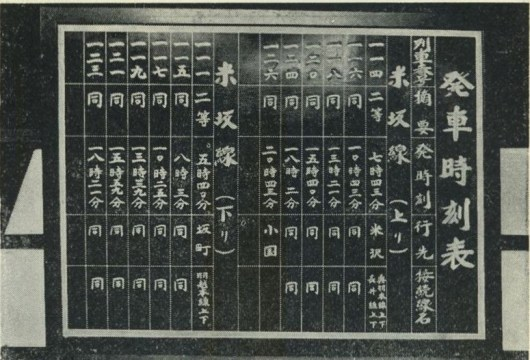
1962年頃の玉川口駅発車時刻表。上下6本ずつある。

## 駅周辺
- 荒川
- 国道113号
- 米坂線雪崩直撃事故慰霊碑

当駅よりジェイアールバス東北小国線（1995年〔平成7年〕廃止）を利用して、飯豊山登山口へのアクセスに用いることが可能であった。

## 隣の駅
東日本旅客鉄道
■米坂線
小国駅 - 玉川口駅 - 越後金丸駅　　